# جيمس إنغ
جيمس إنغ (بالإنجليزية: James Enge)‏ (25 مايو 1960)؛ روائي أمريكي.